# بيت العقمة (ذي السفال)

تعديل مصدري - تعديل

بيت العقمة محلة تابعة لقرية ريدة، التابعة لعزلة ريده ورياد بمديرية ذي السفال إحدى مديريات محافظة إب في الجمهورية اليمنية، بلغ تعداد سكانها 289 حسب تعداد اليمن لعام 2004.